# Fredhead
Fredhead – czwarty album studyjny brytyjskiego zespołu muzycznego Right Said Fred, wydany w 2001 roku przez King Size Records i BMG Berlin Musik GmbH.

## Lista utworów
Źródło: Discogs
| Nr  | Tytuł                                 | Długość |
| --- | ------------------------------------- | ------- |
| 1.  | „You’re My Mate”                      | 3:15    |
| 2.  | „Mojive”                              | 2:47    |
| 3.  | „Angel Dust”                          | 2:50    |
| 4.  | „Funk You”                            | 3:41    |
| 5.  | „I Know What Love Is”                 | 3:48    |
| 6.  | „Lap Dance Junkie”                    | 3:23    |
| 7.  | „Lovers.Com”                          | 3:48    |
| 8.  | „Bring Your Smile”                    | 3:59    |
| 9.  | „Like a Woman”                        | 3:35    |
| 10. | „Jamaica Jerk”                        | 3:08    |
| 11. | „The Sun Changes Everthing”           | 4:03    |
| 12. | „Insatiable You”                      | 2:42    |
| 13. | „Love Song”                           | 3:20    |
| 14. | „Mojive” (AC-Koma/ Blue PM VIdeo Mix) | 2:49    |
| 15. | „I’m Too Sexy”                        | 2:43    |
| 16. | „Don’t Talk Just Kiss”                | 3:02    |

## Notowania na listach sprzedaży
| Kraj       | Lista (2001/2002) | Najwyższa pozycja |
| ---------- | ----------------- | ----------------- |
| Niemcy     | Albums Top 100    | 2                 |
| Austria    | Alben Top 75      | 4                 |
| Szwajcaria | Alben Top 100     | 75                |